# ATP Genova 1992
L'ATP Genova 1992, noto come IP Cup per motivi di sponsorizzazione, è stato un torneo professionistico maschile di tennis giocato sulla terra rossa. È stata la 12ª edizione del torneo – la terza inserita nell'ATP Tour – era della categoria ATP World Series e si è svolta nell'ambito dell'ATP Tour 1992. Si è giocato dal 15 al 21 giugno 1992 al Circolo di Tennis di Valletta Cambiaso a Genova, in Italia.
È stata la terza edizione di questo torneo giocata a Genova, le edizioni precedenti si erano svolte a Bari sotto l'egida del Grand Prix.

## Campioni

### Singolare
Andrij Medvedjev ha battuto in finale  Guillermo Pérez Roldán con il punteggio di 1–6, 6–3, 6–3

### Doppio
Shelby Cannon /  Greg Van Emburgh hanno battuto in finale  Paul Haarhuis /  Mark Koevermans con il punteggio di 6–1, 6–1